# Clear Cola
Unter Clear Cola (deutsch klare Cola) versteht man Cola, bei der der zugesetzte Lebensmittelfarbstoff Zuckercouleur (in Europa: E 150d) fehlt und die daher transparent ist. Farblose Cola wurde als erstes vom Hersteller Pepsi unter dem Markennamen „Crystal Pepsi“ auf den Markt gebracht. Zurzeit gibt es nur noch wenige transparente Cola-Varianten weltweit auf dem Markt, beispielsweise die peruanische Inca Cola.

## Crystal Pepsi

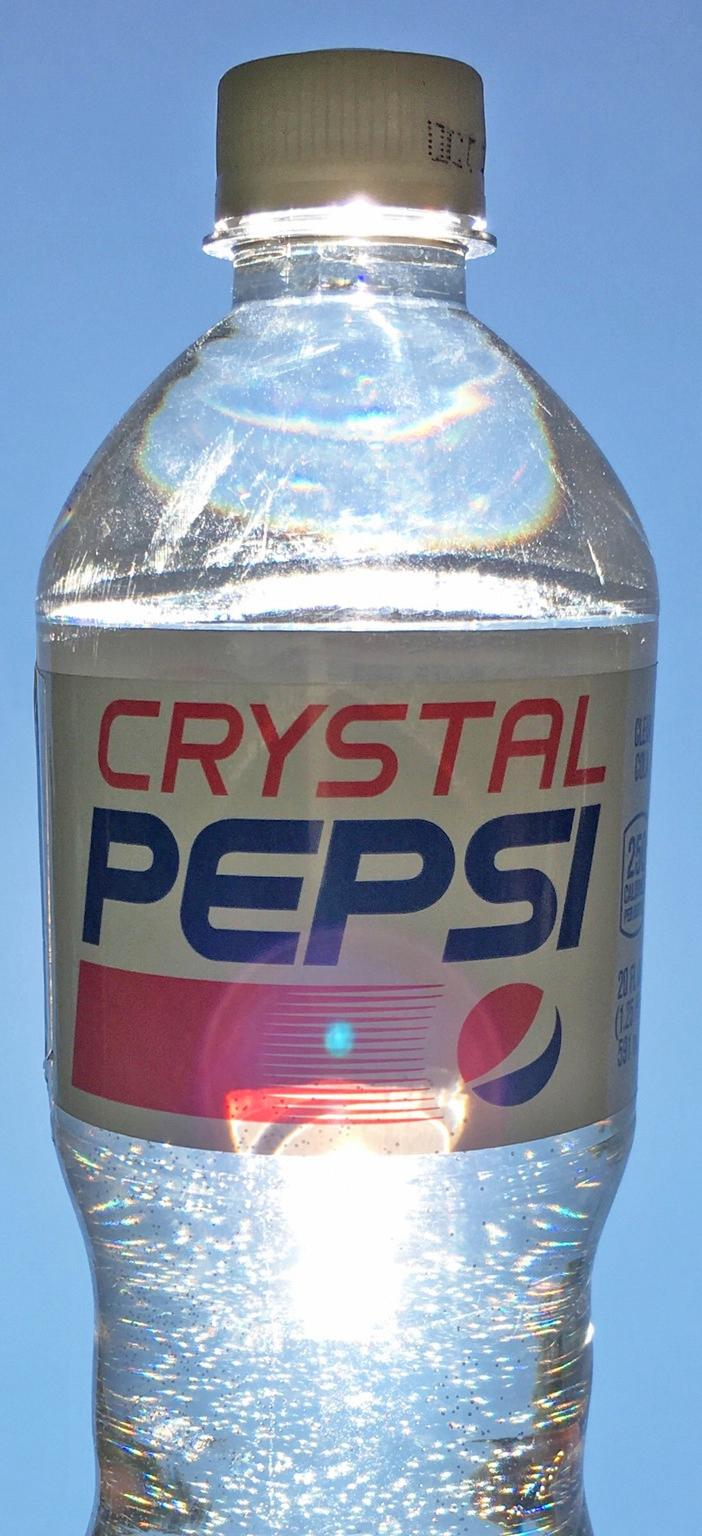
Eine Flasche Crystal Pepsi aus den USA, 2016

Im Jahr 1992 begann die PepsiCo in den USA auf diversen Testmärkten, darunter der Schweiz, den Verkauf einer transparenten, koffeinfreien Cola unter dem Namen „Crystal Pepsi“. Die Strategie versprach anfänglich Erfolg. Pepsi reagierte damit auf den Clear-craze-Trend, der Sachen bevorzugte, die „rein“ waren oder zumindest so aussahen. So begannen damals Marken wie Evian oder Perrier, sich auf dem US-amerikanischen Markt zu etablieren, worauf Pepsi mit der Crystal-Marke reagieren wollte.

## Reaktion von Coca-Cola
Auch die Coca-Cola Company brachte im Januar 1993 eine Variation des Erfrischungsgetränkes Tab heraus, unter dem Namen „Tab Clear“. Im Gegensatz zu dem Konkurrenzprodukt von Pepsi enthielt „Tab Clear“ Koffein und positionierte sich selbst als Diät-Drink. Während Pepsi mit seinem Produkt und den dazugehörigen Pressemitteilungen betonte, dass eine Clear Cola eine vollwertige Ergänzung der Marke wäre, steuerte der Coca-Cola-Konzern dagegen. Dadurch, dass es das Konkurrenzprodukt als Tab auf den Markt brachte, machte der Konzern klar, dass es die echte Coca-Cola nicht in einer Clear-Variante geben würde. Tab war zudem im Bewusstsein amerikanischer Verbraucher zu dieser Zeit mit kalorienbewussten Frauen verbunden, während die Marken Coke und Pepsi eher den breiten Mainstream ansprechen sollten. Sergio Zyman, der damals für die Werbung von Coca-Cola arbeitete, beschreibt das Szenario 15 Jahre später:
„Unser Ziel war es, das ganze Clear-Cola-Segment zu vernichten, indem wir es diffus machten. Die Konsumenten sollten nicht herausfinden, ob sie Clear Cola kaufen sollten, weil sie anders schmeckte, tatsächlich schmeckte Tab Clear ganz anders als Crystal Pepsi, ob sie anders aussah, oder weil sie kalorienreduziert war.“ (Sergio Zyma)
Wegen des geringen Erfolges wurde das Produkt nach weniger als einem Jahr eingestellt.

## Identitätsprobleme
Neben der erfolgreichen Diffusions-Strategie von Coca-Cola scheiterte Crystal Pepsi an einem generellen Problem von Clear Colas. Während der Geschmack meistens so gestaltet ist, dass das Produkt wie gewöhnliche Cola schmeckt, reagierten die Konsumenten unsicher auf ein Produkt, das aussah wie Limonade und schmeckte wie Cola. Während Blindverkostungen, bei denen Probanden nichts sahen, bestätigten, dass Clear Cola schmeckte wie Cola, stellte es sich bei Versuchen anders dar, wenn die Konsumenten die Cola sehen konnten. Dort kamen widersprüchliche Aussagen, Probanden waren nicht in der Lage, eine klare Geschmacksrichtung zu erkennen. Die sensorischen und visuellen Informationen gingen auseinander, die Marke erzeugte ein diffuses Bild.
Während Crystal Pepsi ebenfalls 1993 bereits wieder aus den Regalen verschwand, versuchte Pepsi-Cola es 1994 ein weiteres Mal mit Crystal, allerdings mit noch schlechteren Resultaten als im ersten Versuch. Einzig mit einem echten Mineralwasser, Aquafina, konnte Pepsi erfolgreich auf den Trend aufspringen. Wiederum ein Clear-Cola-Produkt wurde 2008 für kurze Zeit in Mexiko angeboten. Im Jahr 2015 verloste Pepsi in den Vereinigten Staaten im Rahmen einer Twitter-Kampagne 13.000 Sixpacks Crystal Pepsi, welche nach einer neuen Formel hergestellt worden waren. In den Jahren 2016 und 2017 konnten amerikanische und kanadische Kunden erneut kurzzeitig in Läden und über das Handelsportal Amazon das Getränk erwerben, in beiden Fällen wurde die Produktion jedoch relativ schnell wieder eingestellt. Alle Editionen der Jahre 2015–2017 wurden im Gegensatz zu den früheren mit Koffein und Natriumbenzoat angereichert.

## Belege
1. ↑  http://www.highbeam.com/ (Memento vom 11. Juni 2014 im Internet Archive) Bericht der Washington Post, 1992, abgerufen am 29. April 2024.
2. ↑  COMPANY NEWS; Pepsi Tries New Diet Cola Abroad Artikel der New York Times, 2. März 1992
3. 1 2  Joe Marconi: The brand marketing book: creating, managing, and extending the value of your brand McGraw-Hill Professional, 2000, ISBN 0-8442-2257-7, S. 181–182.
4. 1 2  Matt Haig: Brand failures: the truth about the 100 biggest branding mistakes of all time Kogan Page Publishers, 2005, ISBN 0-7494-4433-9.
5. 1 2  Bernard James Mullin et al.: Sport marketing, Volume 13 Human Kinetics, 2007, ISBN 0-7360-6052-9, S. 168.
6. ↑  Coke Adds a Clear Cola To Its 'New Age' Stable Artikel der New York Times, 15. Dezember 1992
7. ↑  Graham Lorimer Moseley: Painful yarns: metaphors & stories to help understand the biology of pain Dancing Giraffe Press 1998, ISBN 0-9803588-0-9, S. 35–36.
8. ↑  Is Pepsi Clear the return of Crystal Pepsi? (Memento vom 13. Mai 2013 im Internet Archive) Vergleich der Produkte auf BevReview.com, abgerufen am 29. April 2024.
9. ↑  Sarah Whitten: A six-pack of Crystal Pepsi could be yours...if you win this sweepstakes. In: cnbc.com. 9. Dezember 2015, abgerufen am 25. Juni 2017 (englisch).
10. ↑  Kristina Kielblock: Crystal Pepsi kommt zurück! Klarer als jemals & ihr könnt sie kaufen! In: giga.de. 30. Juni 2016, abgerufen am 25. Juni 2017.